# Vrydagzynea endertii
Vrydagzynea endertii är en orkidéart som beskrevs av Johannes Jacobus Smith. Vrydagzynea endertii ingår i släktet Vrydagzynea och familjen orkidéer. Inga underarter finns listade i Catalogue of Life.